# Activismo hashtag

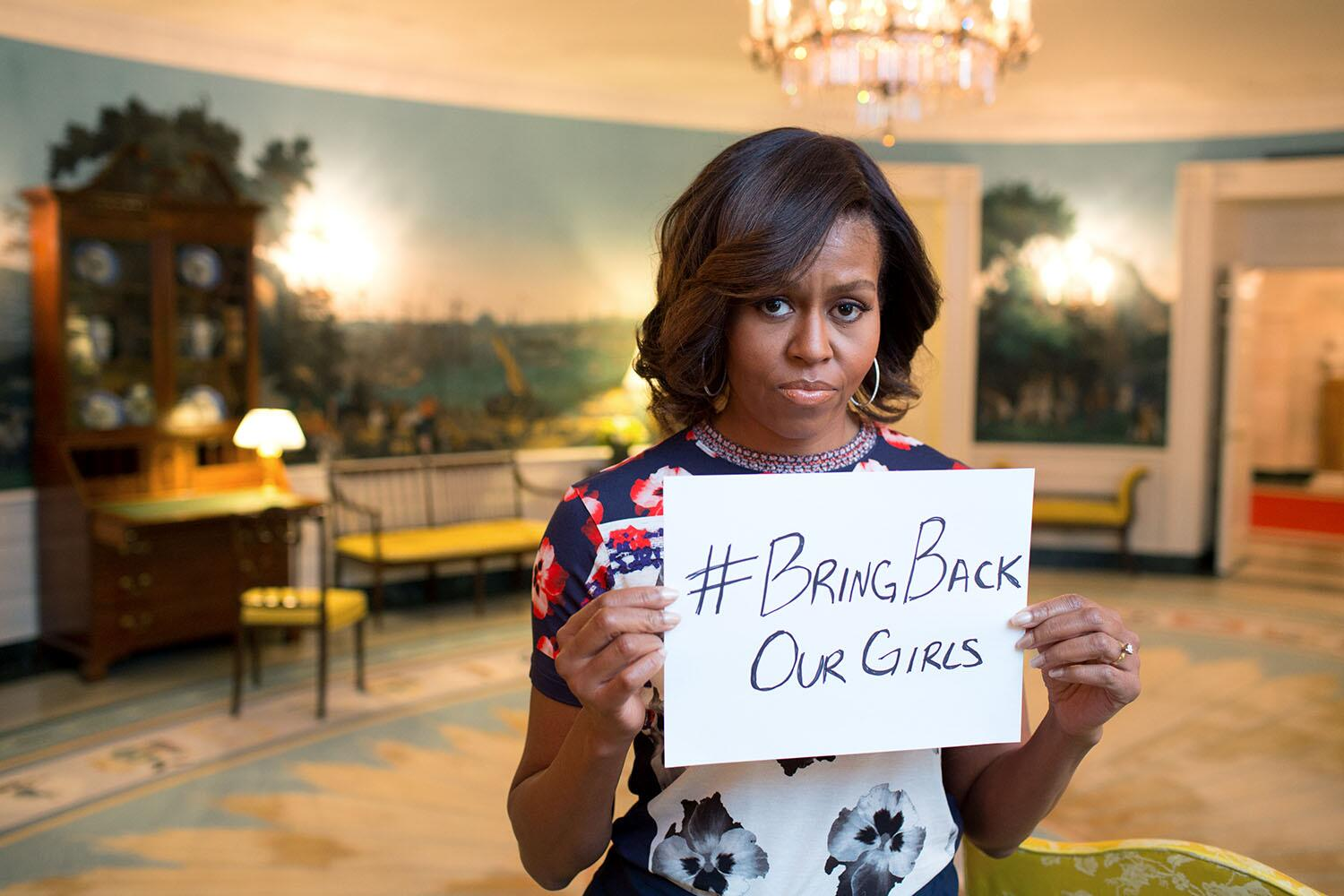
La que fue primera dama, Michelle Obama, sostiene un cartel con un hashtag

El activismo hashtag es un término acuñado por los medios de comunicación que se refiere al uso de hashtags de Twitter en favor del ciberactivismo. El término también se puede usar para referirse al acto de mostrar apoyo por una causa a través de un me gusta, compartir, etc. en cualquier plataforma de medios sociales, como Facebook, Google+ o Twitter. Se podría decir que el punto del activismo hashtag es compartir ciertos problemas con amigos y seguidores con la esperanza de que también compartan la misma información. Esto lleva a una discusión generalizada y permite que ocurra un cambio. El concepto de activismo hashtag ha recibido tanto críticos como seguidores. Algunos partidarios argumentan que el uso de las redes sociales para el activismo es una buena idea, ya que le permite a uno conectarse con personas de todo el mundo en un corto período de tiempo. Los críticos, por otro lado, cuestionan si el activismo hashtag conduce a un cambio real ya que los usuarios simplemente indican que les importa, en lugar de tomar medidas específicas para marcar la diferencia.

## Historia

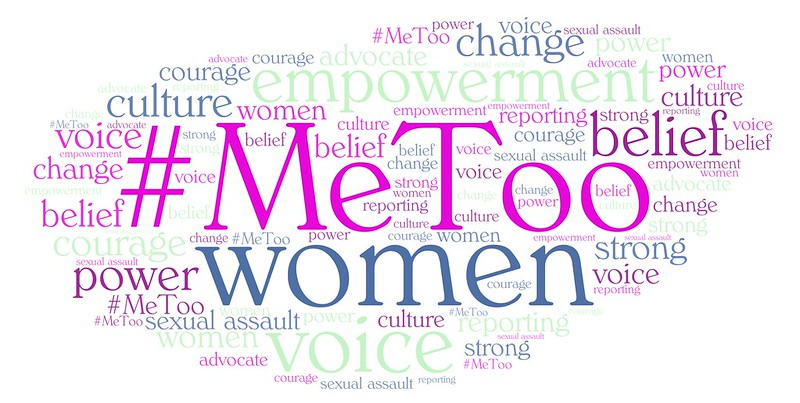
El auge del activismo mediante hashtags

La mención más antigua conocida del término es de The Guardian en 2011, donde se mencionó en su contexto para describir las protestas de Occupy Wall Street. A Chris Messina, un residente de San Francisco, se le atribuye la acuñación del término «hashtag». Twitter primero introdujo el hashtag como medio para coordinar las conversaciones en línea y los activistas del movimiento Occupy Wall Street coordinaron protestas espontáneas. Desde entonces, el término se ha usado para referirse al uso de hashtags en múltiples plataformas de medios sociales para planificar marchas y protestas, compartir historias, conectar comunidades y, en última instancia, impulsar el cambio social.
Hashtags y el activismo hashtag tienen un historial en los sitios de redes sociales como Twitter, Facebook y Tumblr. A medida que el activismo hashtag continúa creciendo en popularidad, las instituciones han decidido monitorear las conversaciones en los medios sociales sobre ellos mismos usando hashtags, y tomarlo en serio cuando hay una discusión negativa. Por ejemplo, esto se reflejó en las elecciones presidenciales de Estados Unidos de 2016, cuando el candidato Jeb Bush despidió a un miembro del personal técnico por tweets inapropiados hacia mujeres, y Scott Walker despidió a un empleado de campaña contratado recientemente por tweets que criticaban al estado de Iowa.

## Crítica
El activismo hashtag ha sido criticado por algunos como una forma de activismo de sillón. Chris Wallace, George Will y Brit Hume de Fox News comentaron sobre ello, con Will afirmando que el activismo hashtag era un «ejercicio inútil de autoestima y que ... no sé cómo los adultos se quedan allí, frente a una cámara, y dicen cosas como: 'Devuelvan a nuestras chicas'. ¿Se supone que estos bárbaros en la selva de Nigeria verifican sus cuentas de Twitter y dicen: 'Ah, Michelle Obama está muy enfadada con nosotros, es mejor que cambiemos nuestro comportamiento'?». La facilidad del activismo hashtag ha llevado a la preocupación de que pueda conducir al uso excesivo y la fatiga pública. A los críticos les preocupa que el activismo hashtag les permita a los participantes estar satisfechos con un símbolo público de preocupación, en lugar de estar realmente preocupados y tomar medidas adicionales.
Otra crítica al activismo hashtag incluye el argumento de que los movimientos sociales en línea a menudo son iniciados por individuos privilegiados, en lugar de aquellos a quienes se supone que las causas ayudan. Los críticos a menudo usaron el movimiento Kony 2012 como ejemplo, ya que la película fue dirigida por un director de cine y teatro estadounidense. La gente también cree que el activismo hashtag carece de la pasión mostrada por los movimientos que lo precedieron.
Críticos notables del activismo hashtag incluyen a Sarah Palin, que en lo que respecta al secuestro de Chibok cometido por Boko Haram y la subsecuente campaña #BringBackOurGirls («Devuelvan a nuestras niñas»), escribió:
Diplomacia vía Twitter es la manera perezosa, ineficaz, ingenua e insultante para que los líderes de los Estados Unidos se ocupen de los principales problemas nacionales e internacionales ... Si se va a involucrar de todos modos, señor presidente, aprenda a comprender esto y créalo, luego anúncielo: La victoria solo es traída a ustedes 'cortesía del rojo, el blanco y el azul'. Ciertamente no es ganada por su mero 'eliminar de mis amigos' a los tipos malos en Facebook. Liderar desde atrás no es el camino estadounidense.
Malcolm Gladwell, en un artículo titulado Small Change: Why the Revolution Will Not Be Tweeted («Pequeño cambio: por qué la revolución no será tuiteada»), también ha criticado el activismo hashtag por carecer de los lazos que consideraba necesarios para inspirar grandes acciones.

## Apoyo

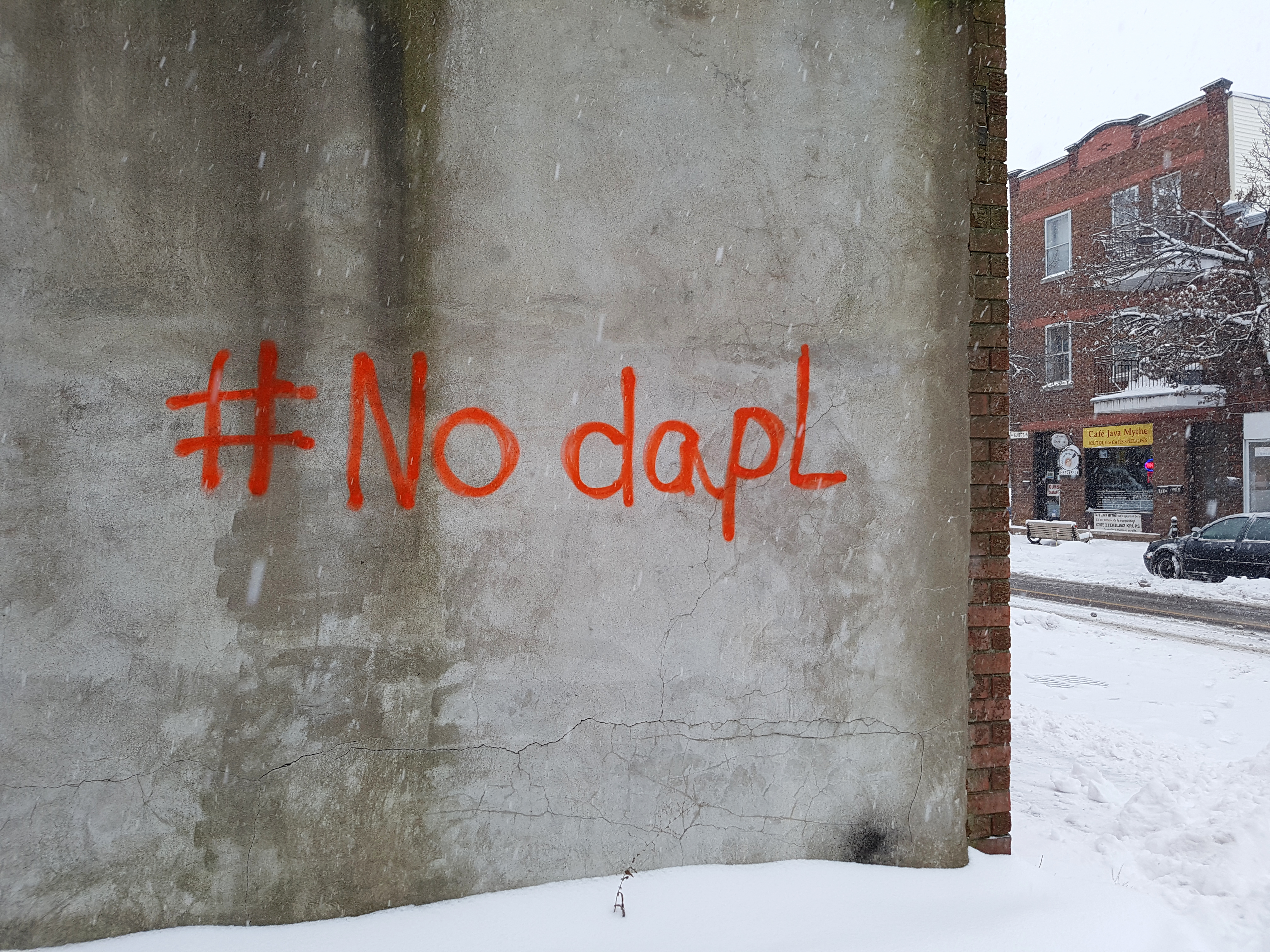
Activismo mediante el hashtag #noDAPL

Una encuesta digital en línea realizada en 2014 encontró que el 64% de los estadounidenses encuestados dijo que era más probable que apoyaran problemas sociales y medioambientales mediante el voluntariado, la donación, el intercambio de información, etc. después de que les gustara una publicación o siguieran una entidad sin fines de lucro en línea. El mismo estudio también mostró que el 58% de los estadounidenses encuestados consideraba que tuitear o publicar es una forma efectiva de promoción.
Mientras que a los críticos les preocupa que el activismo hashtag resulte en una falta de acción verdadera fuera de línea, los partidarios del activismo hashtag creen que es efectivo porque les permite a las personas expresar sus opiniones fácilmente y educarse sobre numerosos asuntos. Al seguir o buscar un hashtag específico, las personas pueden encontrar información sobre un movimiento específico y seguir los diferentes eventos que ocurren para ese movimiento. Los partidarios argumentan que es a través del activismo hashtag que las personas pueden aprender más sobre las formas de ser cívicamente comprometidos y asistir a las protestas. Debido a que el activismo hashtag ocurre en las plataformas de medios sociales con millones de usuarios diarios, también se argumenta que expone a las personas a historias más personales, lo que cambia las opiniones del público y ayuda a las víctimas a encontrar apoyo.
También se ha demostrado que el activismo Hashtag tiene un impacto en las políticas y las decisiones tomadas por las organizaciones. Es capaz de lograr esto porque proporciona a las organizaciones una manera rápida y fácil de ver la opinión pública y la protesta. Por ejemplo, en 2012, cuando la fundación Susan G. Komen for the Cure decidió dejar de financiar mamografías a través de Planned Parenthood, Internet creó un alboroto y tuiteó «#IStandWithPP» («Me paro junto a PP») y «#SignOn» («Inscríbete»). Esa misma semana, Komen revocó su decisión.
El activismo hashtag ha recibido el apoyo de activistas clave de las redes sociales como Bev Goodman, quien inició el movimiento #WhyIStayed («Por qué me quedé») para mujeres que sufrieron abuso doméstico. Ella afirmó en una entrevista de NPR que, «la belleza del activismo hashtag es que crea una oportunidad para un compromiso sostenido, que es importante para cualquier causa».